# Françoise Macchi
Françoise Macchi (12 luglio 1951) è un'ex sciatrice alpina francese, vincitrice della Coppa del Mondo di slalom gigante nel 1970.

## Biografia
Sciatrice polivalente originaria di Le Sentier e moglie di Jean-Noël Augert, a sua volta sciatore alpino, Françoise Macchi debuttò in campo internazionale in occasione del Critérium de la première neige 1967, il 12 dicembre a Val-d'Isère in slalom speciale (26ª); sempre in slalom speciale in Coppa del Mondo esordì il 6 gennaio 1968 a Oberstaufen, senza completare la gara, ottenne il primo piazzamento il 18 gennaio seguente a Badgastein (28ª) e conquistò il primo risultato di rilievo il 1º marzo dello stesso anno ad Abetone (4ª). Sempre nel 1968, l'11 dicembre, conquistò la prima vittoria nel circuito (nonché primo podio), a Val-d'Isère in slalom gigante.
Nella stagione 1969-1970 conquistò 6 podi (3 vittorie), si aggiudicò la Coppa del Mondo di slalom gigante, a pari merito con la connazionale Michèle Jacot, e arrivò 2ª nella classifica generale, superata dalla stessa Jacot di 35 punti; partecipò anche ai Mondiali di Val Gardena 1970, sua unica presenza iridata, meritandosi la medaglia di bronzo nello slalom gigante e non completando la discesa libera.
Anche nella stagione 1970-1971 i suoi podi in Coppa del Mondo furono 6 podi (2 vittorie); si piazzò al 3º posto sia nella Coppa del Mondo di discesa libera sia in quella di slalom gigante. L'annata seguente fu l'ultima della carriera agonistica della Macchi: conquistò 4 vittorie (l'ultima il 7 gennaio a Maribor in slalom gigante) e 8 podi complessivi (l'ultimo il 13 gennaio a Badgastein in slalom speciale, 2ª) nella Coppa del Mondo 1971-1972, dove risultò 2ª sia nella classifica generale (superata da Annemarie Moser-Pröll di 82 punti) sia in quella si slalom speciale (a 6 punti dalla vincitrice Britt Lafforgue). Il 18 gennaio ottenne a Grindelwald in discesa libera l'ultimo piazzamento a punti (4ª) e l'ultima gara della sua carriera fu lo slalom gigante disputato a Saint-Gervais-les-Bains il 22 gennaio, chiuso dalla Macchi al 15º posto; non prese parte a rassegne olimpiche.

## Palmarès

### Mondiali
- 1 medaglia:
  - 1 bronzo (slalom gigante[7] a Val Gardena 1970)

### Coppa del Mondo
- Miglior piazzamento in classifica generale: 2ª nel 1970 e nel 1972
- Vincitrice della Coppa del Mondo di slalom gigante nel 1970
- 21 podi[8]:
  - 10 vittorie
  - 5 secondi posti
  - 6 terzi posti

#### Coppa del Mondo - vittorie
| Data             | Località                | Paese          | Specialità |
| ---------------- | ----------------------- | -------------- | ---------- |
| 11 dicembre 1968 | Val-d'Isère             | Francia        | GS         |
| 10 dicembre 1969 | Val-d'Isère             | Francia        | GS         |
| 24 gennaio 1970  | Saint-Gervais-les-Bains | Francia        | GS         |
| 30 gennaio 1970  | Garmisch-Partenkirchen  | Germania Ovest | DH         |
| 12 dicembre 1970 | Bardonecchia            | Italia         | DH         |
| 5 gennaio 1971   | Maribor                 | Jugoslavia     | GS         |
| 18 dicembre 1971 | Sestriere               | Italia         | SL         |
| 3 gennaio 1972   | Oberstaufen             | Germania Ovest | GS         |
| 4 gennaio 1972   | Oberstaufen             | Germania Ovest | SL         |
| 7 gennaio 1972   | Maribor                 | Jugoslavia     | GS         |

Legenda:

DH = discesa libera

GS = slalom gigante

SL = slalom speciale

### Campionati francesi
- 1 oro (slalom gigante nel 1970[senza fonte])

## Statistiche

### Podi in Coppa del Mondo
| Stagione/Specialità | Discesa libera | Discesa libera | Discesa libera | Slalom gigante | Slalom gigante | Slalom gigante | Slalom speciale | Slalom speciale | Slalom speciale | Podi totali |
| ------------------- | -------------- | -------------- | -------------- | -------------- | -------------- | -------------- | --------------- | --------------- | --------------- | ----------- |
| Stagione/Specialità | 1º             | 2º             | 3º             | 1º             | 2º             | 3º             | 1º              | 2º              | 3º              | Podi totali |
| 1969                |                |                |                | 1              |                |                |                 |                 |                 | 1           |
| 1970                | 1              |                |                | 2              | 1              | 1              |                 |                 | 1               | 6           |
| 1971                | 1              | 1              |                | 1              | 1              | 2              |                 |                 |                 | 6           |
| 1972                |                | 1              | 2              | 2              |                |                | 2               | 1               |                 | 8           |
| Totale              | 2              | 2              | 2              | 6              | 2              | 3              | 2               | 1               | 1               | 21          |
| Totale              | 6              | 6              | 6              | 11             | 11             | 11             | 4               | 4               | 4               | 21          |